# Vaudaire
La vaudaire est un vent du sud-est soufflant sur le haut du Léman, le Haut-Lac, en provenance de la vallée du Rhône (Chablais). Il en existe deux types principaux : la vaudaire de foehn, chaude et sèche produite par l'effet de foehn et surtout la vaudaire d'orage, froide et humide. Cette dernière, qui apparait en été, est causée par des orages dans la vallée du Rhône (Chablais). Vent violent et de courte durée, sa puissance est renforcée par l'effet couloir de la vallée du Rhône.
La vaudaire de précipitations en est la troisième forme. Elle apparaît lorsque la pluie tombe en Valais et créé des poches d'air froid qui descendent sur le lac à cause de l'écart de température. Moins forte que la Vaudaire d'orage, elle peut atteindre 3 à 5 beaufort.